# Василиос Папас (историк)
Василиос Н. Папас (на гръцки: Βασίλειος Ν. Πάππας) е гръцки учен, юрист, историк, председател на Обществото за македонски изследвания от 2018 година, политик от Нова демокрация.

## Биография
Василиос Папас е роден в 1951 година в халкидическата македонска паланка Йерисос. Завършва право в Солунския университет, след което защитава докторат в Катедрата по балканистика, славистика и ориенталистика на Университета на Македония. От 1975 година работи като адвокат в Солун. Многогодишен член на Управителния съвен на Обществото за македонски изследвания, а от 2018 година и негов председател. Избиран е за депутат от Халкидики в 1996, 2000, 2004 и 2007 година.